# Валовы
Валовы — деревня в Котельничском районе Кировской области в Покровском сельском поселении.
Расположена примерно в 8 км к северо-западу от села Боровка.
Население по переписи 2010 года составляло 0 человек.